# Paul-Janes-Stadion

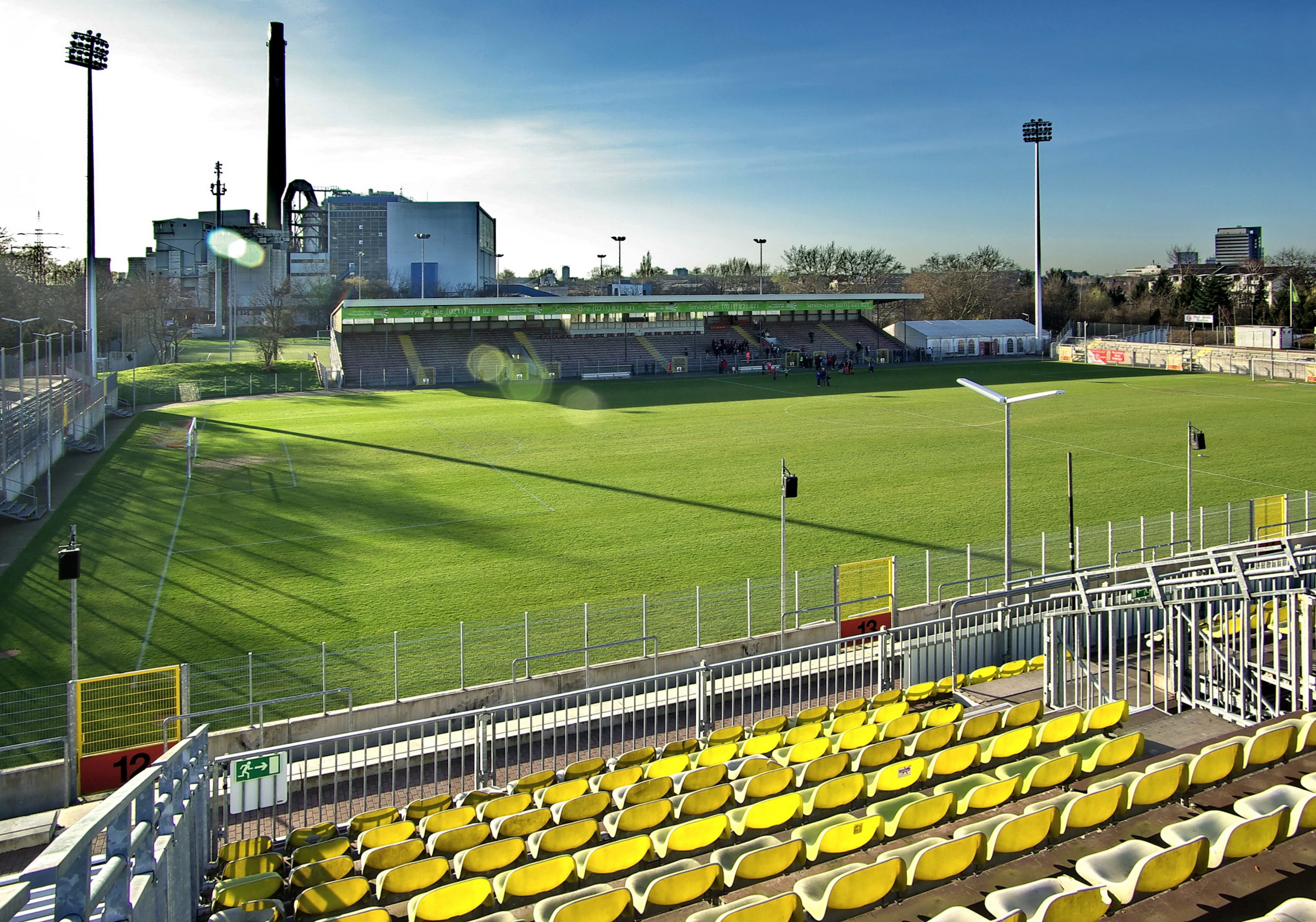
Das Paul-Janes-Stadion in Düsseldorf-Flingern (März 2007)

Das Paul-Janes-Stadion ist ein Fußballstadion im Stadtteil Flingern der nordrhein-westfälischen Landeshauptstadt Düsseldorf. Es ist eine der Heimspielstätten des Fußballvereins Fortuna Düsseldorf (1930 bis 1972 und von Frühjahr 2002 bis 2005). Das ehemals vereinseigene aber mittlerweile städtische Stadion aus dem Jahr 1930 trägt seit 1990 den Namen des langjährigen Düsseldorfer Fußballnationalspielers Paul Janes. Bis dahin hieß das Stadion „Fortunaplatz“ bzw. „Flinger Broich“.

## Geschichte
Die Stadt Düsseldorf stellte 1930 dem Verein ein Gelände zur Errichtung eines Stadions zur Verfügung. Dort entstand ein Rasenplatz mit Platz für ca. 20.000 Zuschauer. Am 28. September 1930 fand dort das erste Spiel statt; der SSV Oberkassel wurde mit 2:0 geschlagen. Die Tribüne wurde aus finanziellen Gründen erst später auf der vorherigen Spielstätte der Fortuna demontiert und im neuen Stadion wieder aufgebaut. Sie wurde am 1. November 1932 fertiggestellt.
Im Zweiten Weltkrieg entstanden nur leichte Schäden am Stadion. Bereits am 30. September 1945 fand ein vielbesuchtes Spiel statt. 20.000 Zuschauer sahen das 5:2 von FC Schalke 04 in einem Freundschaftsspiel gegen Fortuna Düsseldorf. Nachdem 1947/48 wieder ein geregelter Spielbetrieb begonnen hatte, kam es am 22. Oktober 1950 zu einer weiteren Partie gegen Schalke. Da das Rheinstadion durch die britische Armee belegt war, wurde am Flinger Broich gespielt und dort eine zusätzliche Tribüne mit 5.000 Stehplätzen errichtet. Das führte zu dem immer noch gültigen Stadionrekord von 36.000 Zuschauern.
Trotzdem war es am Flinger Broich viel zu eng. Deswegen spielte die Fortuna ab 1952 im Rheinstadion. Der Flinger Broich wurde deswegen nicht mehr regelmäßig genutzt und verfiel langsam. Zudem zerstörte ein Sturm im Jahre 1958 das Wellblechdach.
1967 wurde auf dem Gelände das Klubheim von Fortuna Düsseldorf errichtet.
Auch die Heimspiele ihrer ersten Erstligasaison 1966/67 bestritt die Fortuna nicht am Flinger Broich, sondern im Rheinstadion.
Wegen des großen Umbaus des Rheinstadions spielte die Fortuna alle Heimspiele in der gesamten Erstligasaison 1971/1972 aber im Stadion am Flinger Broich.
Während eines weiteren Umbaus des Rheinstadions 1975 war das Paul-Janes-Stadion für fünf Spiele wieder Bundesligaspielstätte. Es erhielt dazu eine bundesligataugliche Flutlichtanlage.
1988 verkaufte Fortuna das Stadion an die Stadt, um durch die erzielten ca. 1,85 Mio. DM einen Lizenzentzug abzuwenden.
Ein weiterer Umbau fand von 2001 bis 2002 statt, weil die Fortuna nach Abriss des Rheinstadions eine akzeptable Spielstätte haben sollte. Es wurden neue Stehplatzränge sowie eine Sitzplatztribüne auf der Gegengerade geschaffen. Der Umbau, den die Stadt Düsseldorf finanzierte, kostete fünf Millionen Euro. Nach Fertigstellung der ESPRIT arena trug Fortuna Düsseldorf weiterhin jährlich bis zu drei Heimspiele im Paul-Janes-Stadion aus und die restlichen Spiele fanden in der modernen Arena statt. Seit der Saison 2007/08 werden in der alten Spielstätte keine Meisterschaftsspiele der ersten Mannschaft mehr ausgetragen. Das Paul-Janes-Stadion dient ausschließlich als Spielstätte für Test-, Freundschafts- und Pokalspiele sowie für alle Heimspiele der zweiten Mannschaft von Fortuna Düsseldorf und deren Jugendmannschaften.

## Veranstaltungen
Am 8. Juni 1986 wurde ein Open-Air-Konzert u. a. mit BAP, Lloyd Cole and the Commotions und Katrina and the Waves veranstaltet.
Eine Preview des Fußball-Spielfilms Das Wunder von Bern fand am 15. Oktober 2003 im Paul-Janes-Stadion statt.
Im Stadion gab es auch wichtige Dreharbeiten zu dem Dokumentarfilm Warum halb vier, der 2006 bei der Berlinale gezeigt wurde.
2006 war das Stadion während der Fußball-Weltmeisterschaft mit 12.600 Plätzen der Austragungsort für die größte Public-Viewing-Veranstaltung in einer Nicht-WM-Stadt in Deutschland.

## Fassungsvermögen
- 7.200 Zuschauer
- überdacht Sitzplätze: 2.280
- nicht überdacht:
  - Stehplätze Heim: 3.550
  - Stehplätze Gast: 1.370
- Zuschauerrekord: 36.000 (1950 gegen FC Schalke 04; 2:3)